# Butterfly/Solitude Rain/VIVID WORLD
「Butterfly/Solitude Rain/VIVID WORLD」（バタフライ／ソリチュード・レイン／ヴィヴィッド・ワールド）は、虹ヶ咲学園スクールアイドル同好会の近江彼方（鬼頭明里）、桜坂しずく（前田佳織里）、朝香果林（久保田未夢）によるシングル。2020年12月16日にLantisから発売された。

## 背景
前作「サイコーハート/La Bella Patria/ツナガルコネクト」から2週間で発売となるシングル。
テレビアニメ『ラブライブ！虹ヶ咲学園スクールアイドル同好会』挿入歌シングル第3弾であり、近江彼方（鬼頭明里）、桜坂しずく（前田佳織里）、朝香果林（久保田未夢）の3名が担当する。

## ダンスシーン映像
収録曲である「Butterfly」「Solitude Rain」「VIVID WORLD」のダンスシーン映像は、過去のソロ楽曲や、スマートフォンゲーム『ラブライブ! スクールアイドルフェスティバル ALL STARS』のURに実装された衣装などが一瞬だけ登場している。

### Butterfly
- ソロ楽曲「眠れる森に行きたいな」
- 虹ヶ咲学園スクールアイドル同好会スクフェス分室『すごい てん☆ふぇす』の彼方[5]
- スクスタUR「天使の子守唄」

### Solitude Rain
- スクフェスNキャラ（モブキャラクター）の衣装
- スクスタで登場した私服2種類
- スクスタSR「わくわくアニマル」
- ソロ楽曲「あなたの理想のヒロイン」
- 虹ヶ咲学園スクールアイドル同好会スクフェス分室『すごい てん☆ふぇす』第38話「坦々麺」[6]
- スクスタUR「Miracle Voyage」

### VIVID WORLD
- ソロ楽曲「Starlight」
- DiverDiva[メンバー 2]「SUPER NOVA」
- スクスタUR「ブルータンタシオン」
- スクスタUR「セレブリティ・ブルー」

## リリース
2020年12月16日にLantisから、「近江彼方盤」「桜坂しずく盤」「朝香果林盤」の3形態でリリースされた。収録曲は同一だが、CDジャケットと封入特典が一部異なる。
初回生産特典として発売記念オンラインイベント「あなたといっしょにスマイルパーティー！その3」のイベント応募券が封入された。

## チャート成績
2020年12月28日付オリコン週間シングルランキングで5位にランクインし、アニメシングルチャートにおいて1位獲得となった。
2020年12月28日付のBillboard Japan Hot Animationでは5位、Billboard Japan Hot 100では15位にそれぞれランクインした。

## 収録曲
| 全作詞: Ayaka Miyake。 |                                             |              |                |           |      |
| #                      | タイトル                                    | 作詞         | 作曲           | 編曲      | 時間 |
| 1.                     | 「Butterfly」(近江彼方（鬼頭明里）)         | Ayaka Miyake | Em.me          | Em.me     | 3:36 |
| 2.                     | 「Solitude Rain」(桜坂しずく（前田佳織里）) | Ayaka Miyake | 鈴木エレカ JOE | JOE       | 4:06 |
| 3.                     | 「VIVID WORLD」(朝香果林（久保田未夢）)     | Ayaka Miyake | Luis Ogata     | TeddyLoid | 4:35 |
| 4.                     | 「Butterfly」(Off Vocal)                    | Ayaka Miyake |                |           | 3:36 |
| 5.                     | 「Solitude Rain」(Off Vocal)                | Ayaka Miyake |                |           | 4:06 |
| 6.                     | 「VIVID WORLD」(Off Vocal)                  | Ayaka Miyake |                |           | 4:33 |
| 合計時間:              | 合計時間:                                   | 合計時間:    | 合計時間:      | 24:32     |      |

## タイアップ
| # | 曲名              | タイアップ                                                              |
| - | ----------------- | ----------------------------------------------------------------------- |
| 1 | 「Butterfly」     | テレビアニメ『ラブライブ！虹ヶ咲学園スクールアイドル同好会』第7話挿入歌 |
| 2 | 「Solitude Rain」 | テレビアニメ『ラブライブ！虹ヶ咲学園スクールアイドル同好会』第8話挿入歌 |
| 3 | 「VIVID WORLD」   | テレビアニメ『ラブライブ！虹ヶ咲学園スクールアイドル同好会』第9話挿入歌 |

### ユニットメンバー
1. 1 2  上原歩夢（大西亜玖璃）、中須かすみ（相良茉優）、桜坂しずく（前田佳織里）、朝香果林（久保田未夢）、宮下愛（村上奈津実）、近江彼方（鬼頭明里）、優木せつ菜（楠木ともり）、エマ・ヴェルデ（指出毬亜）、天王寺璃奈（田中ちえ美）
2. ↑  朝香果林（久保田未夢）、宮下愛（村上奈津実）